# Calochilus caesius
Calochilus caesius är en orkidéart som beskrevs av David Lloyd Jones. Calochilus caesius ingår i släktet Calochilus och familjen orkidéer.
Artens utbredningsområde är Northern Territory, Australien. Inga underarter finns listade i Catalogue of Life.